# Haute école (Belgique)
 (juin 2021).
Si vous disposez d'ouvrages ou d'articles de référence ou si vous connaissez des sites web de qualité traitant du thème abordé ici, merci de compléter l'article en donnant les références utiles à sa vérifiabilité et en les liant à la section « Notes et références ».
Pour les diverses utilisations nationales, voir Haute école.

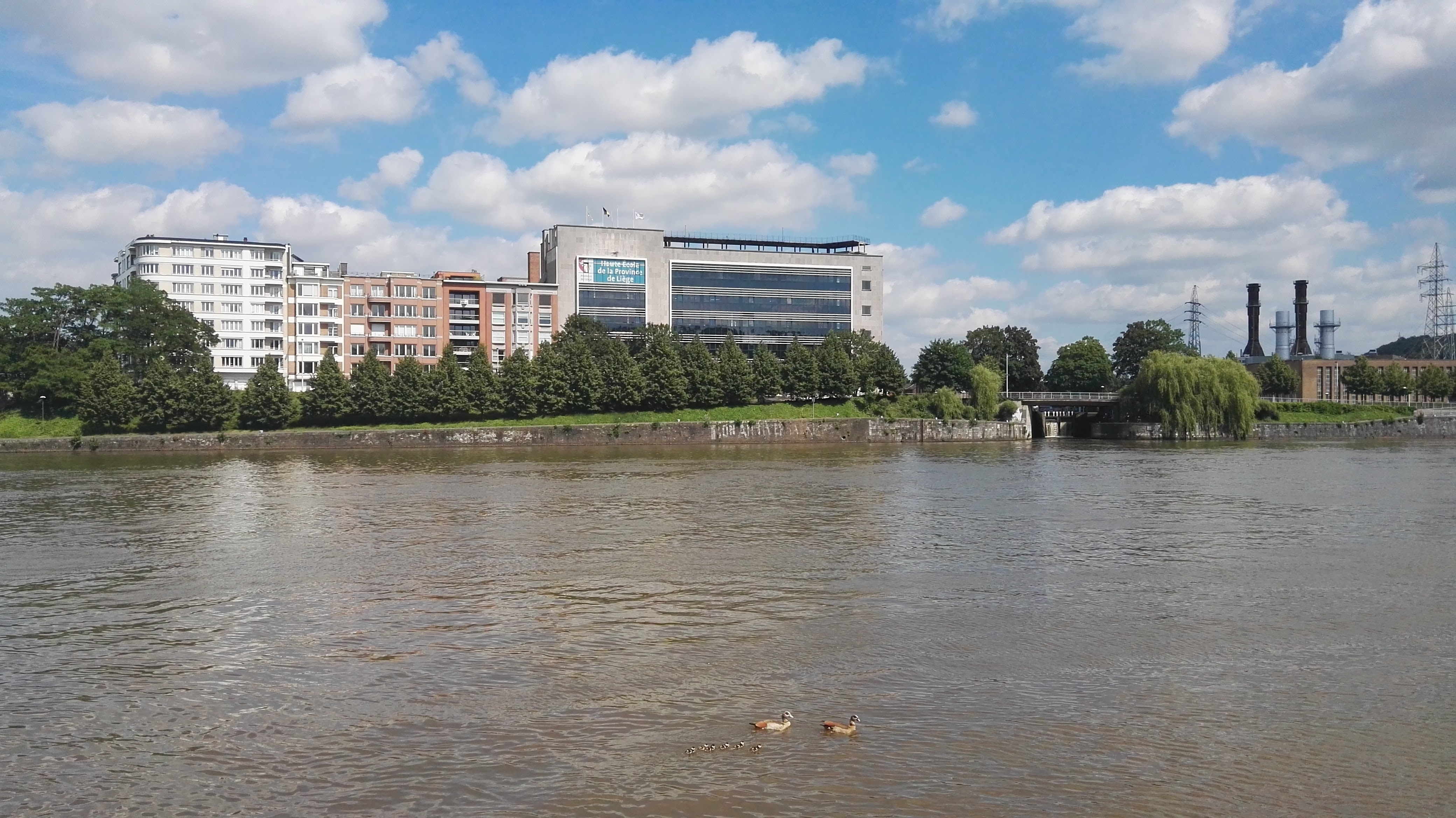
Le campus Gloesener de la Haute École de la province de Liège (HEPL).

En Belgique, une haute école est un ensemble d’établissements supérieurs qui dispense un enseignement de type court ou de type long dans le cadre de la déclaration de Bologne.
Une haute école dispense généralement un enseignement dit de type court, de niveau non-universitaire qui résulte en l'obtention de diplômes de bachelier professionnalisant éventuellement suivis de bacheliers de spécialisation. En Communauté française, certaines hautes écoles sont habilitées à délivrer, parallèlement aux universités, des formations dites de type long qui résultent en l'obtention d'un diplôme de master après un bachelier de transition.
Ces établissements sont organisés ou subventionnés par les trois communautés de Belgique :
- La Fédération Wallonie Bruxelles (Communauté française)
- La Communauté flamande
- La Communauté germanophone de Belgique